# Chenopodium iljinii
Chenopodium iljinii là loài thực vật có hoa thuộc họ Dền. Loài này được Golosk. mô tả khoa học đầu tiên năm 1950.